# Lézard aquatique

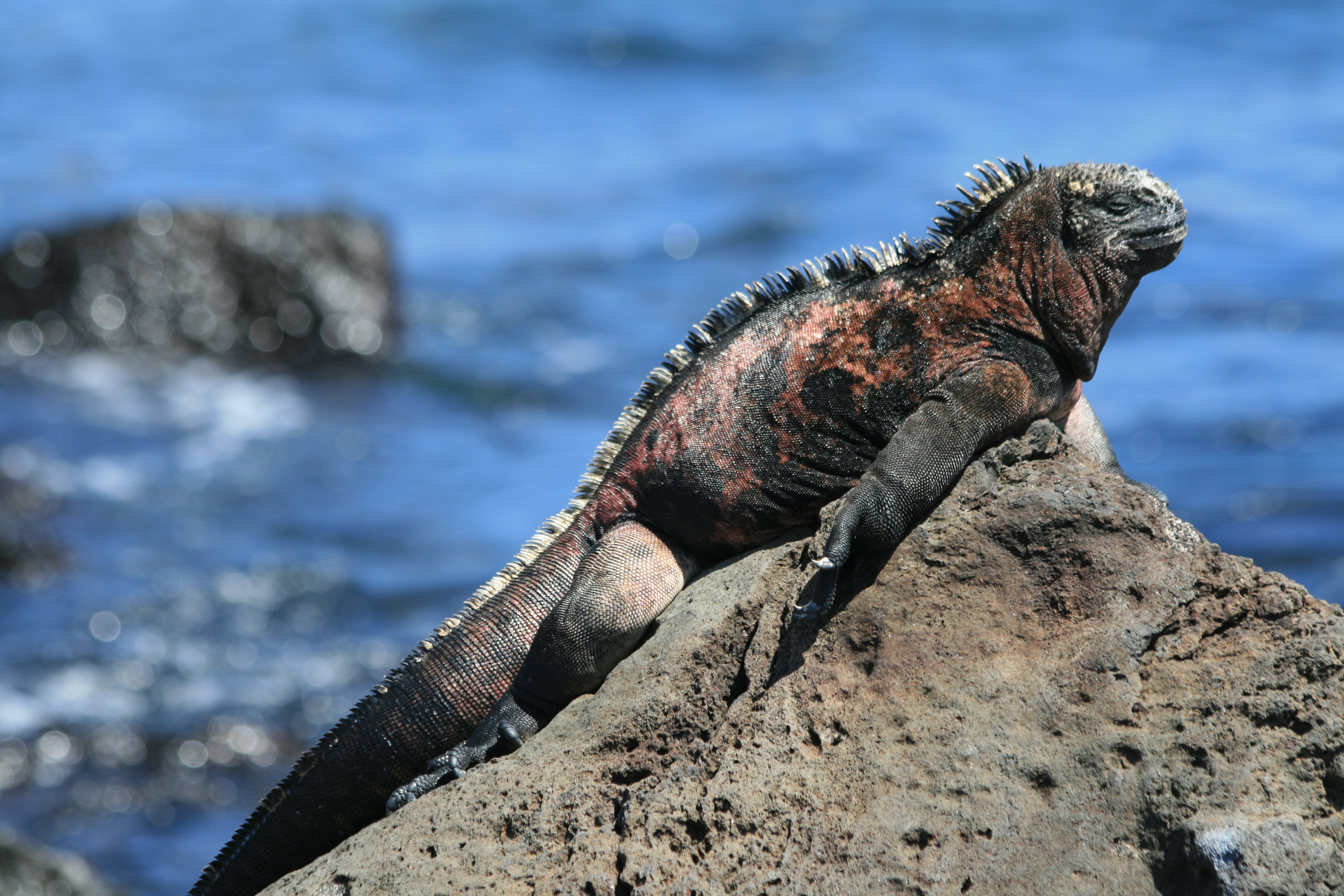
L'Iguane marin des Galapagos
(Amblyrhynchus cristatus), le seul lézard marin actuel.

Un lézard (semi-)aquatique est un lézard qui vit partiellement ou entièrement dans l'eau, que ce soit en eau douce (cours d'eau ou plan d'eau) ou en eau de mer. Contrairement aux trois autres grandes catégories de reptiles (crocodiliens, serpents et tortues), il n'y a pas de lézard strictement aquatique. Toutefois, on comptabilise 73 espèces actuelles parmi onze familles qui fréquentent plus ou moins régulièrement des milieux aquatiques. Elles se répartissent entre les néotropiques, l'Afrique et l'Asie du Sud-Est. Mais aucune n'est recensée dans le néarctique et le paléarctique.

## Afrotropique
On compte en écozone afrotropicale cinq espèces de lézards semi-aquatiques : le Varan du Nil (dont le récent synonyme Varanus ornatus), et les quatre scinques du genre Cophoscincopus. S'ajoute à ça des espèces qui fréquentent plus ou moins les zones humides : le gerrhosauridé Zonosaurus maximus et les scinques Amphiglossus astrolabi et A. reticulatus, qui sont tous endémiques de Madagascar.

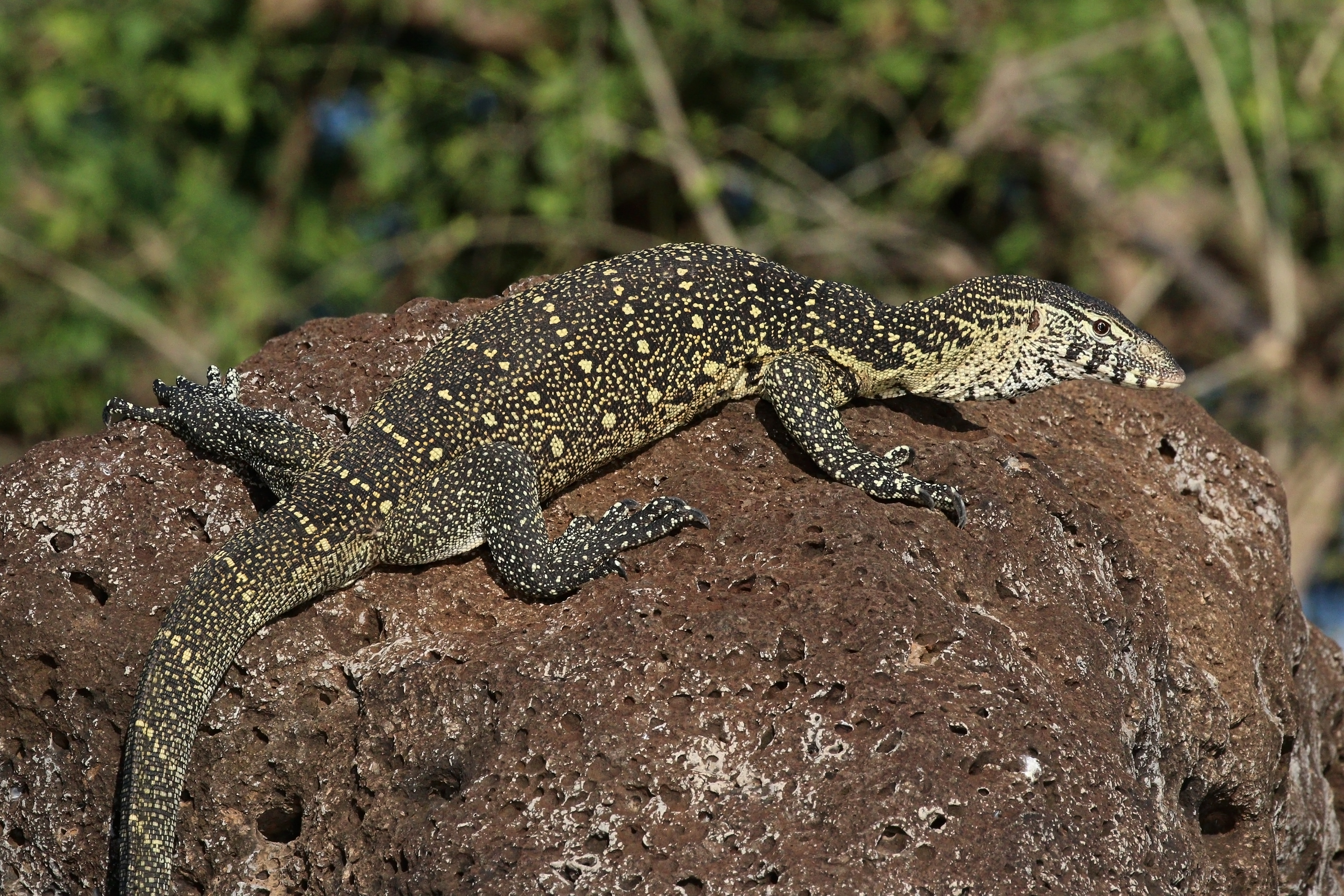
Varan du Nil (Varanus niloticus)
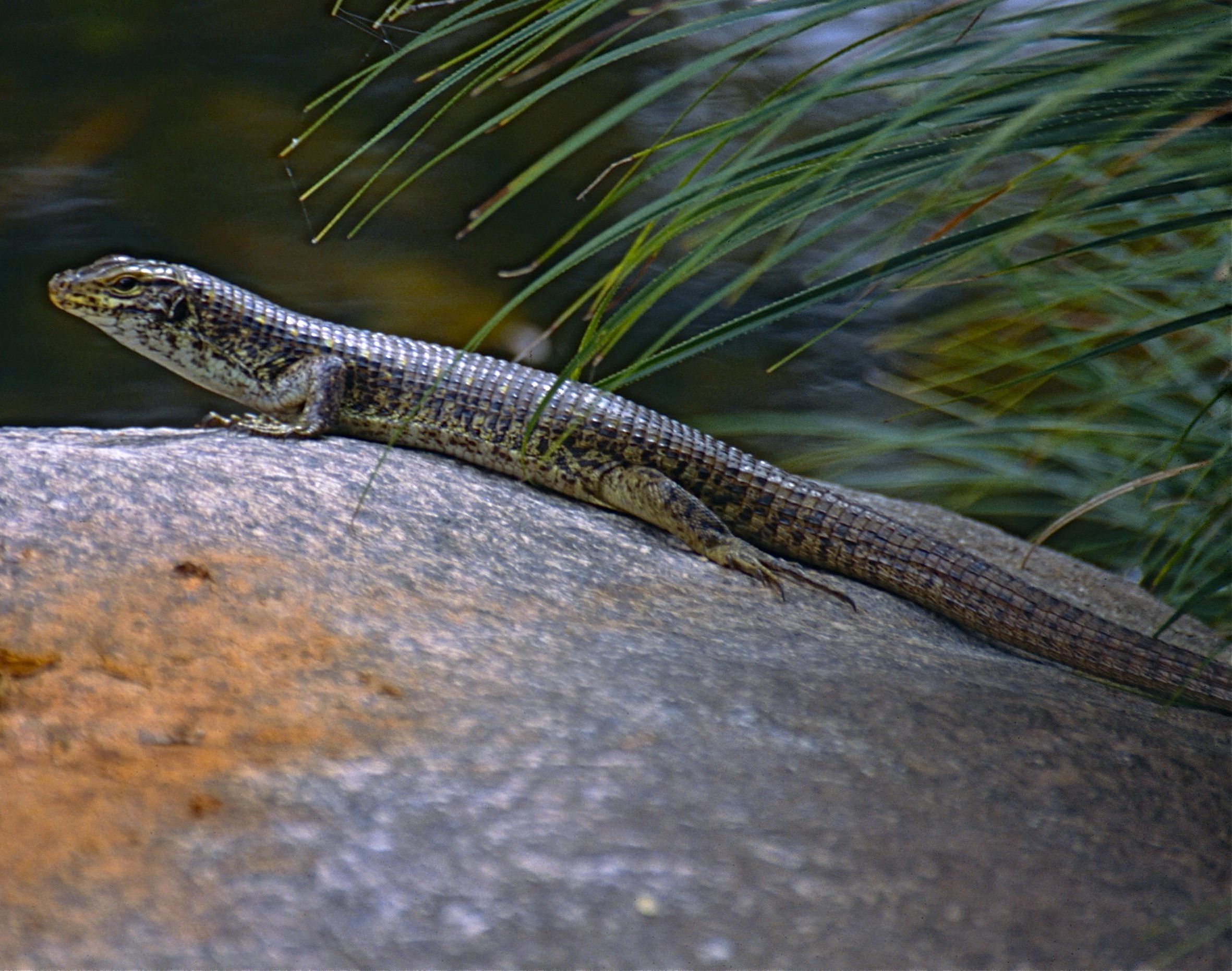
Zonosaurus maximus
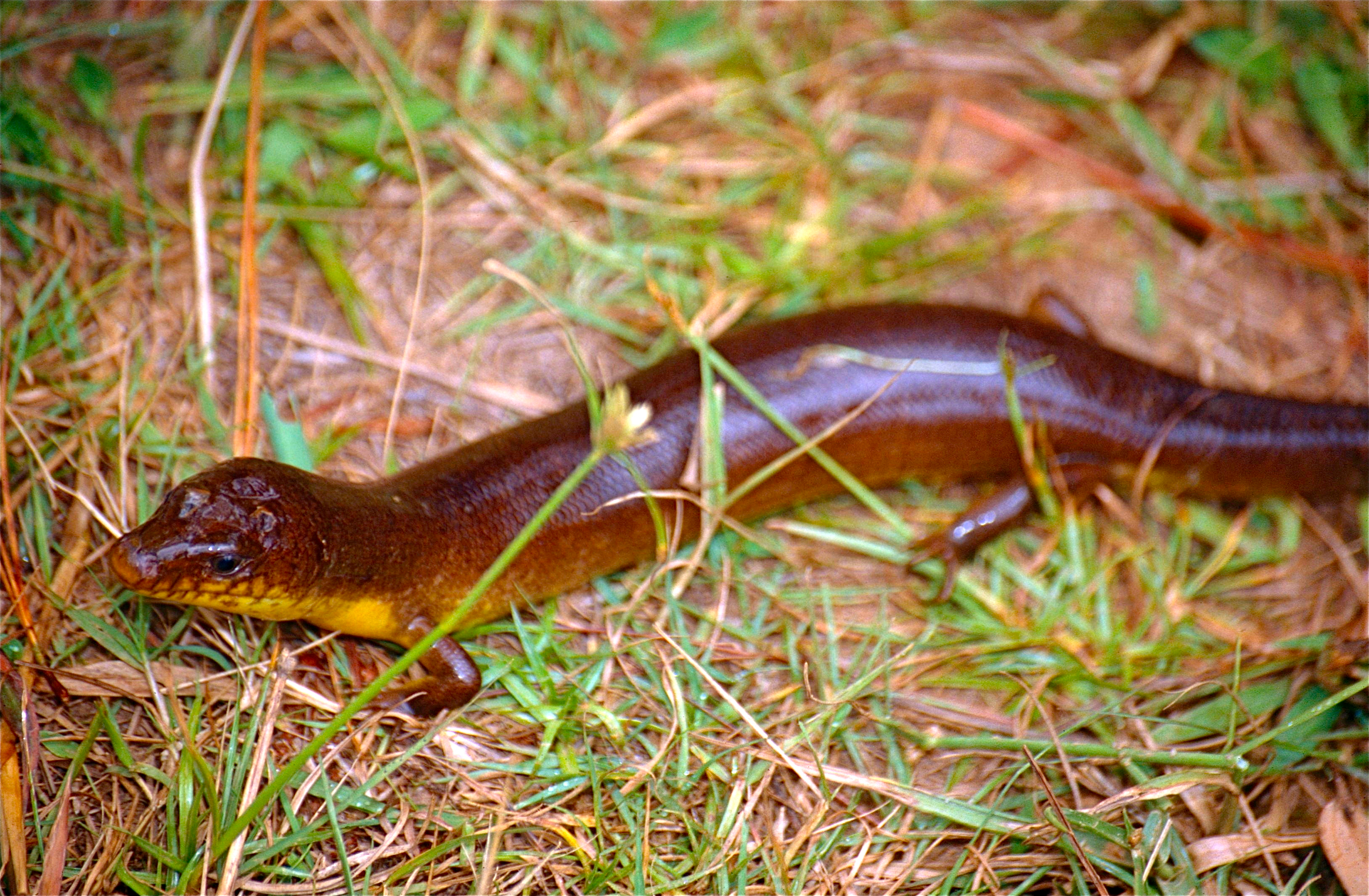
Amphiglossus astrolabi
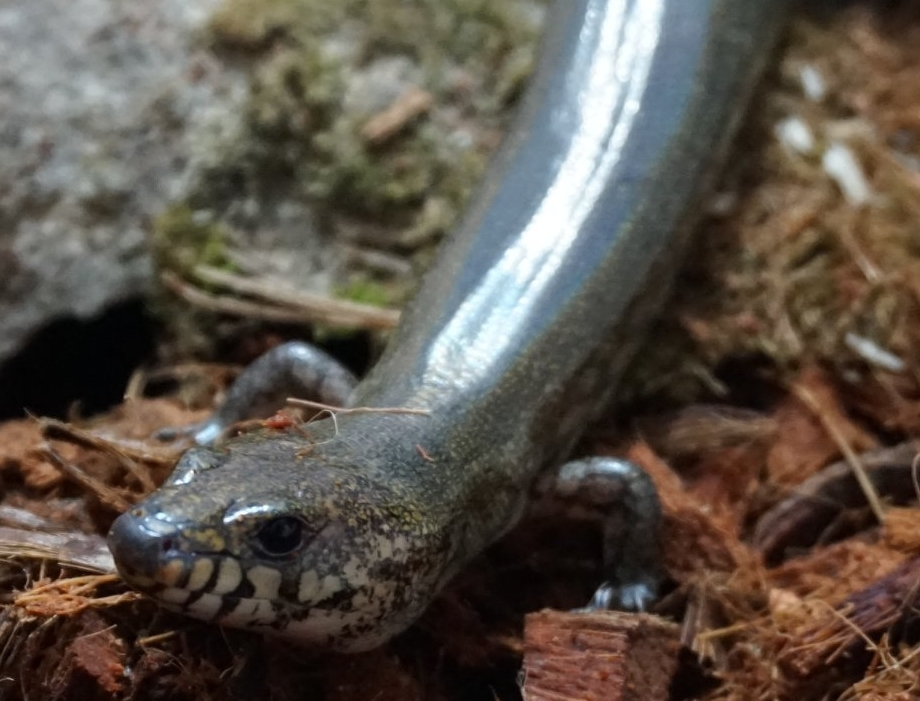
Amphiglossus reticulatus

## Australasien
Concernant l'écozone australasienne, il y a le Dragon d'eau australien chez les agamidés et quatre d'espèces de scinques du genre Eulamprus (E. kosciuskoi, E. leuraensis, E. quoyii et E. tympanum). Parmi les varanidés, on compte des espèces australiennes (le Varan de Mertens, V. mitchelli et V. semiremex) et indo-australiennes (le Varan à reflets bleus, le Varan de Céram, le Varan de Sepik et le Varan jaune coing), même si les excursions en eau douce varient selon les espèces. Certains lézards indomalais ont leur aire de répartition qui s'étende aussi en Australasie comme Hydrosaurus amboinensis et le Varan malais. Le Scinque crocodile n'est pas spécialement une espèce semi-aquatique mais il est bon nageur et apprécie se rafraîchir lors des fortes températures.

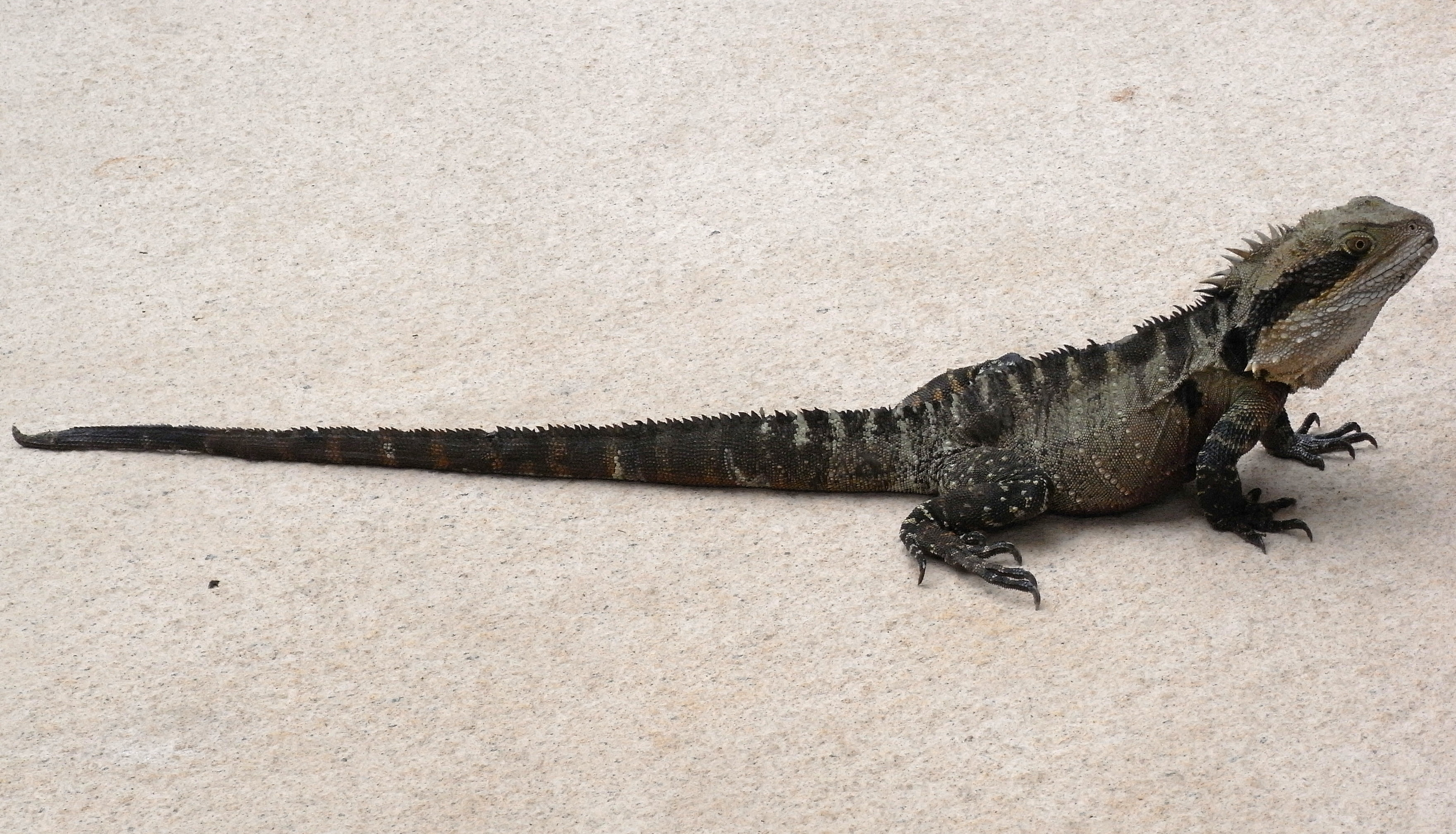
Dragon d'eau australien (Intellagama lesueurii)
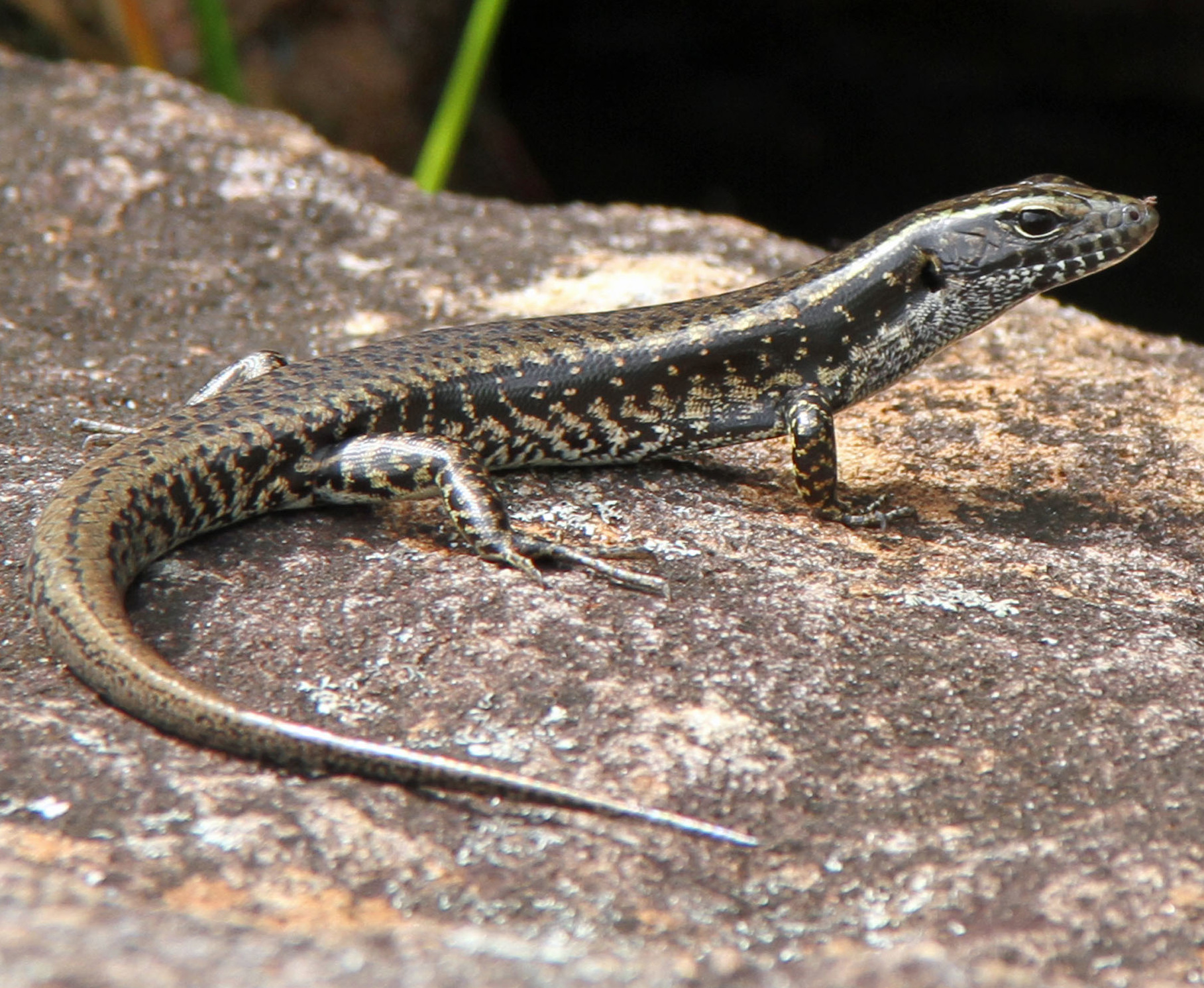
Eulamprus quoyii
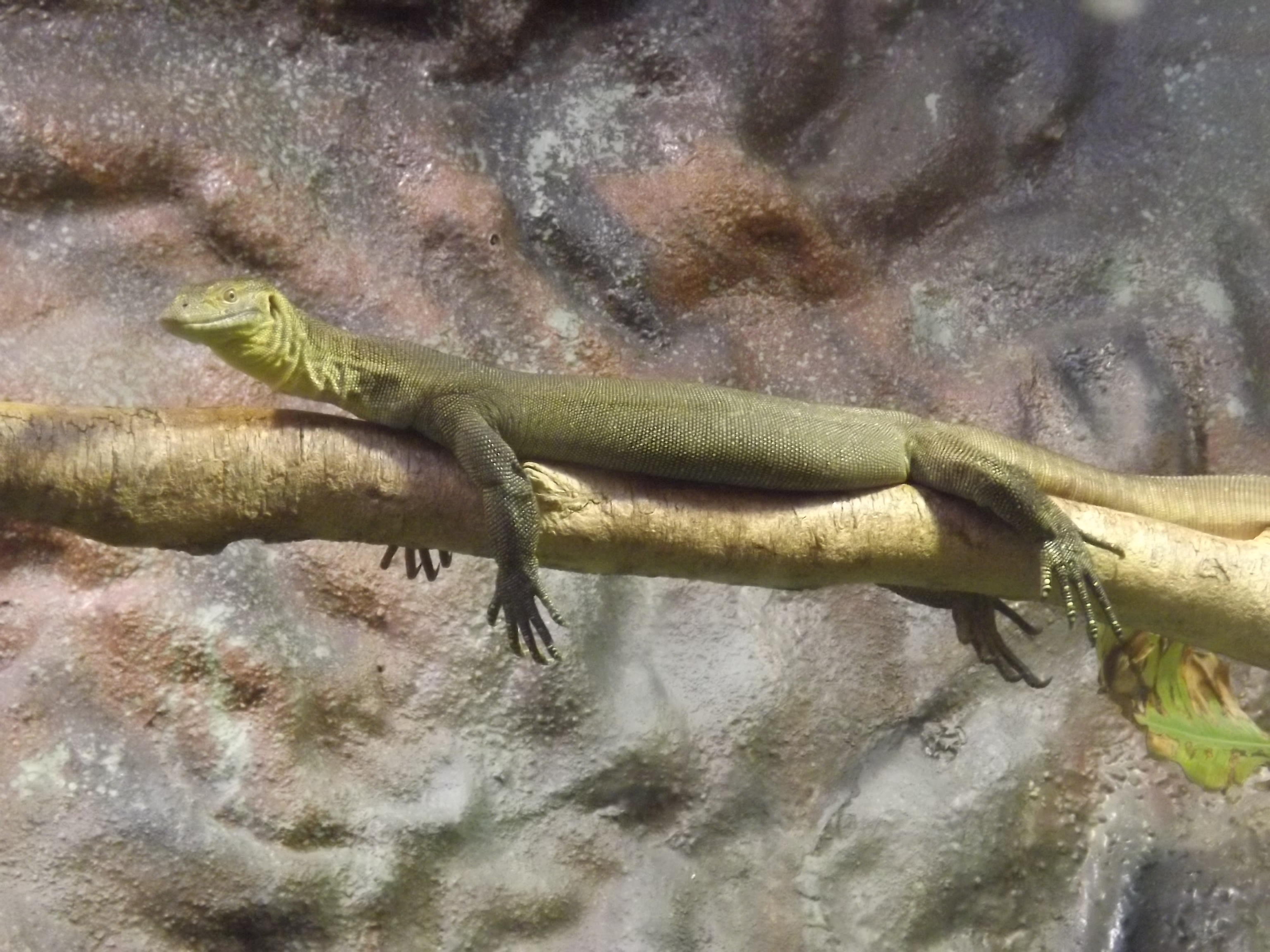
Varan de Mertens (Varanus mertensi)
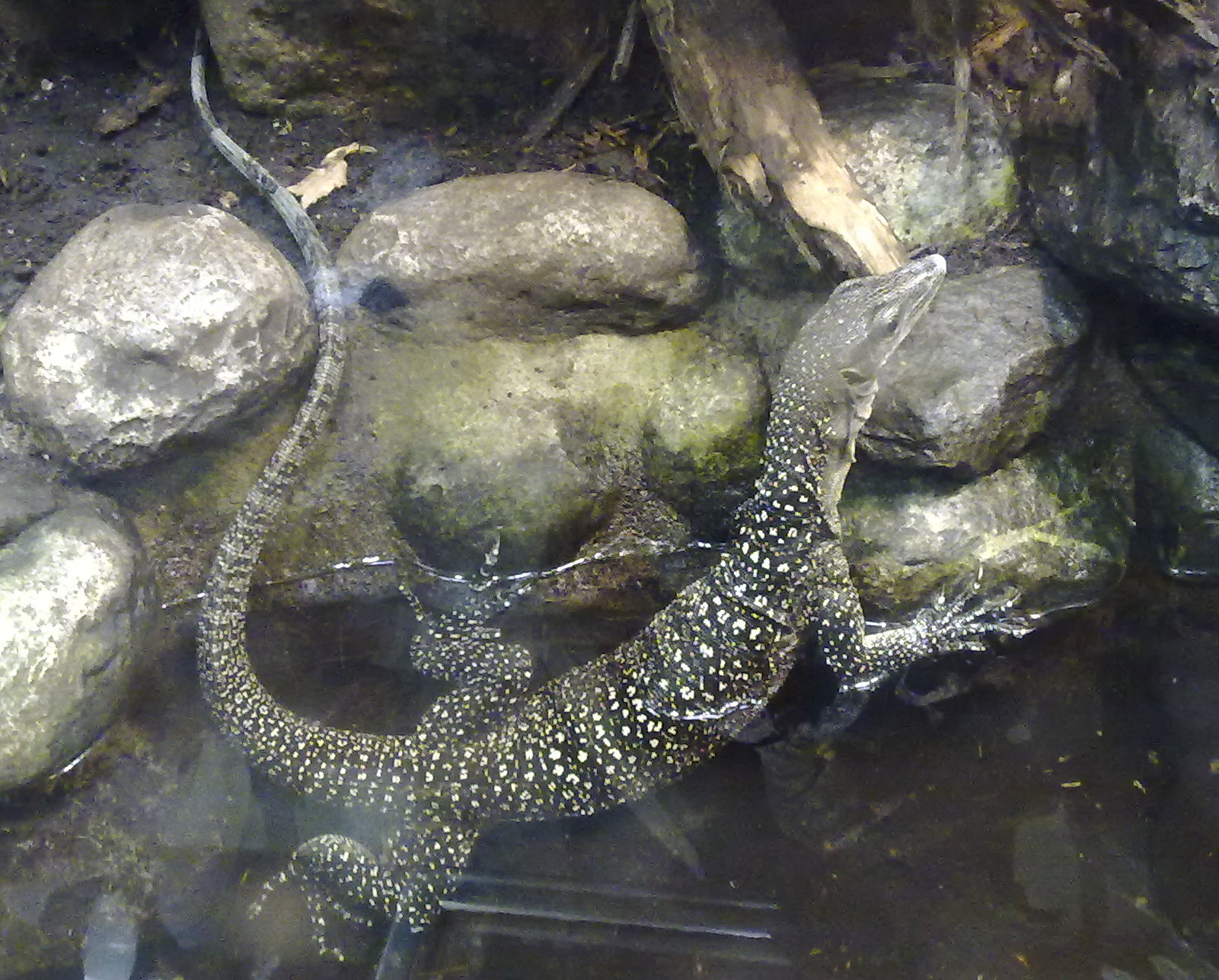
Varan de Sepik (Varanus jobiensis)
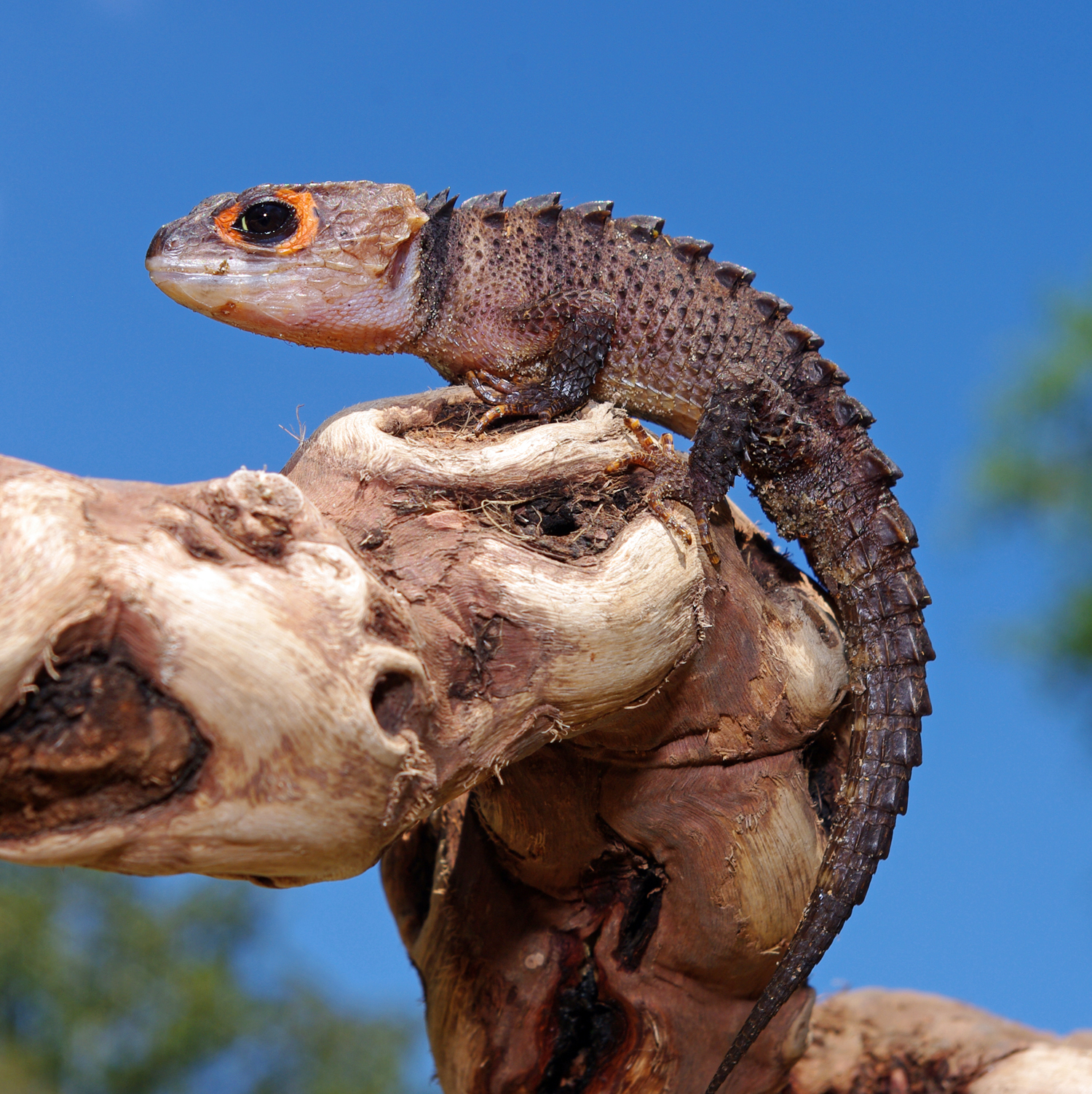
Scinque crocodile (Tribolonotus gracilis)

## Indomalais
L'écozone indomalaise détient la majorité des espèces de lézards semi-aquatiques. La plupart sont des scincidés comme les Tropidophorus et Sphenomorphus cryptotis. Les agamidés du genre Hydrosaurus et le Dragon d'eau vert possèdent des franges aux orteils similaires à celles des Basiliscus. Le Varan malais est la plus grande espèce de lézard en milieu dulçaquicole et il fréquente une grande diversité d'habitats aquatiques, allant même dans les eaux saumâtres et salées. Il y a aussi des espèces monospécifiques comme le Lézard crocodile de Chine, qui est une des espèces les plus aquatiques, et le méconnu Lanthanotus borneensis.

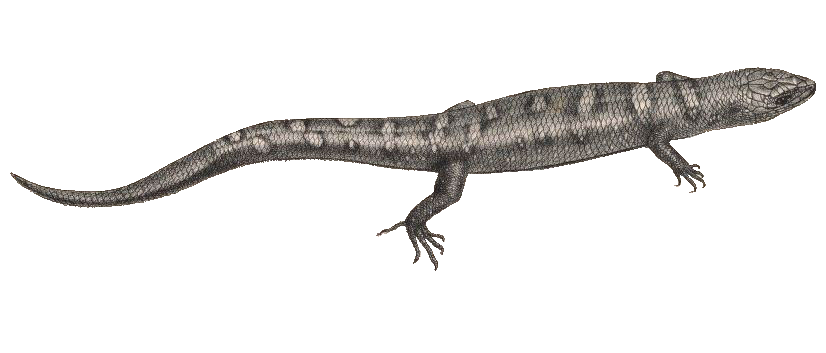
Tropidophorus berdmorei
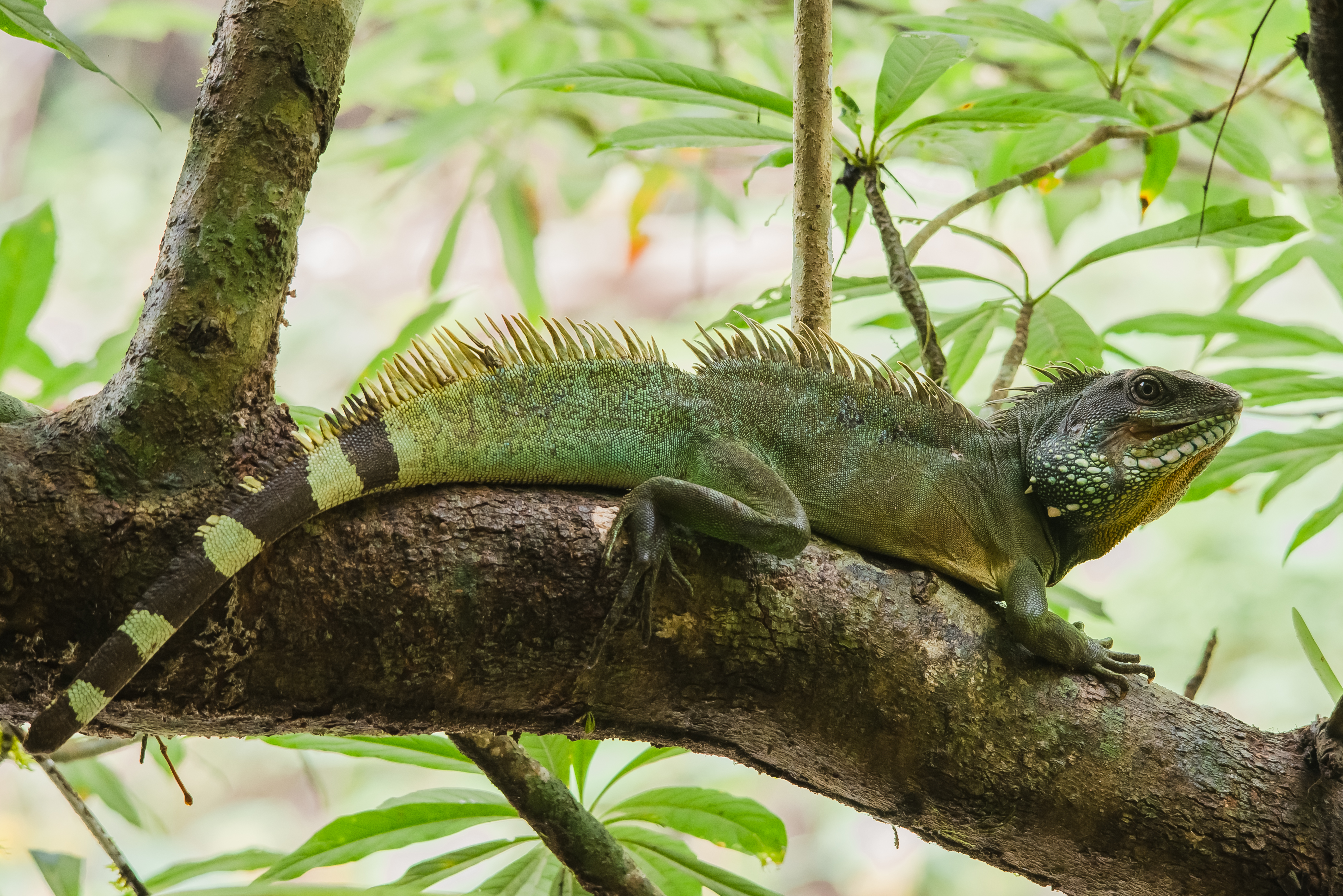
Dragon d'eau vert (Physignathus cocincinus)
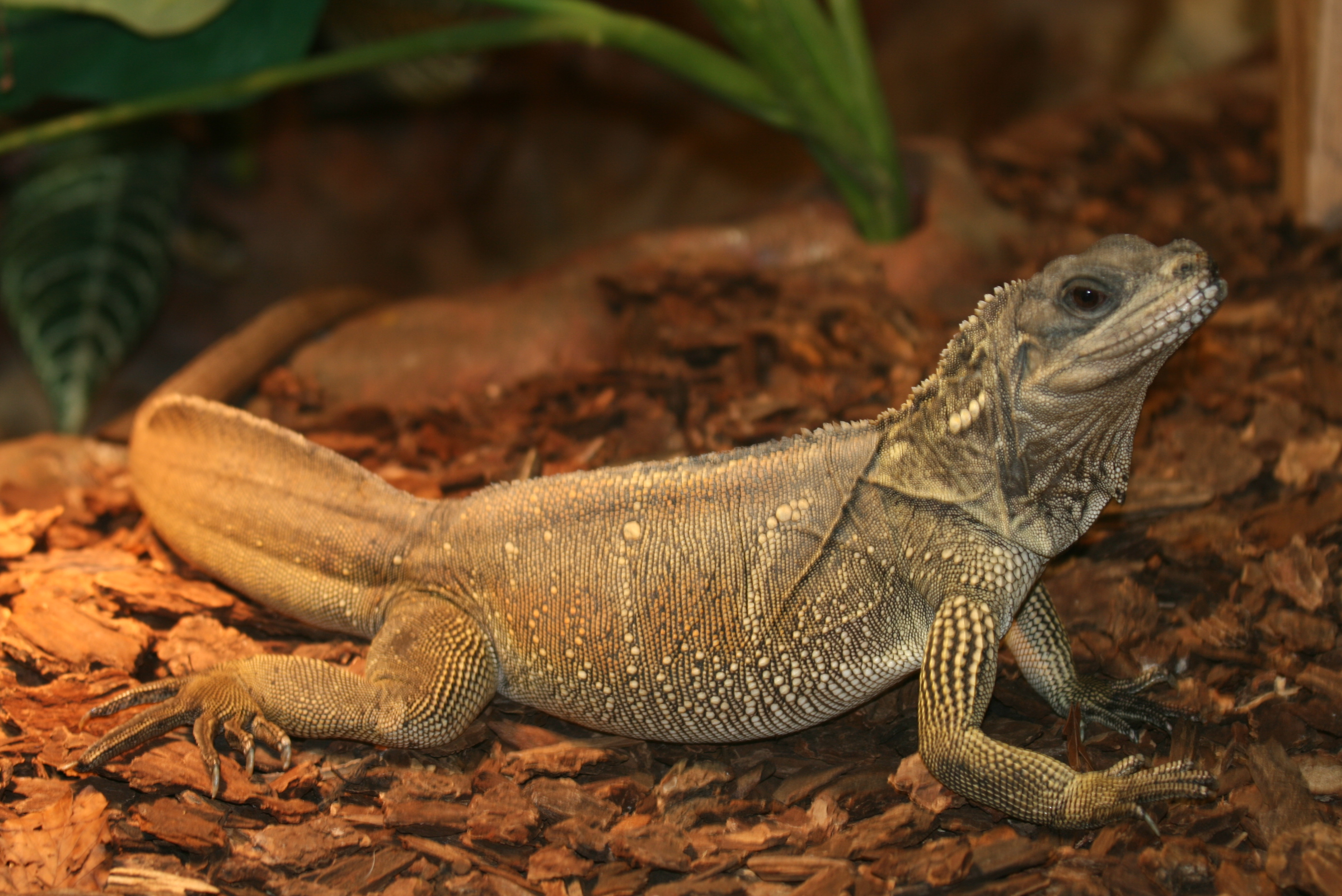
Hydrosaurus amboinensis
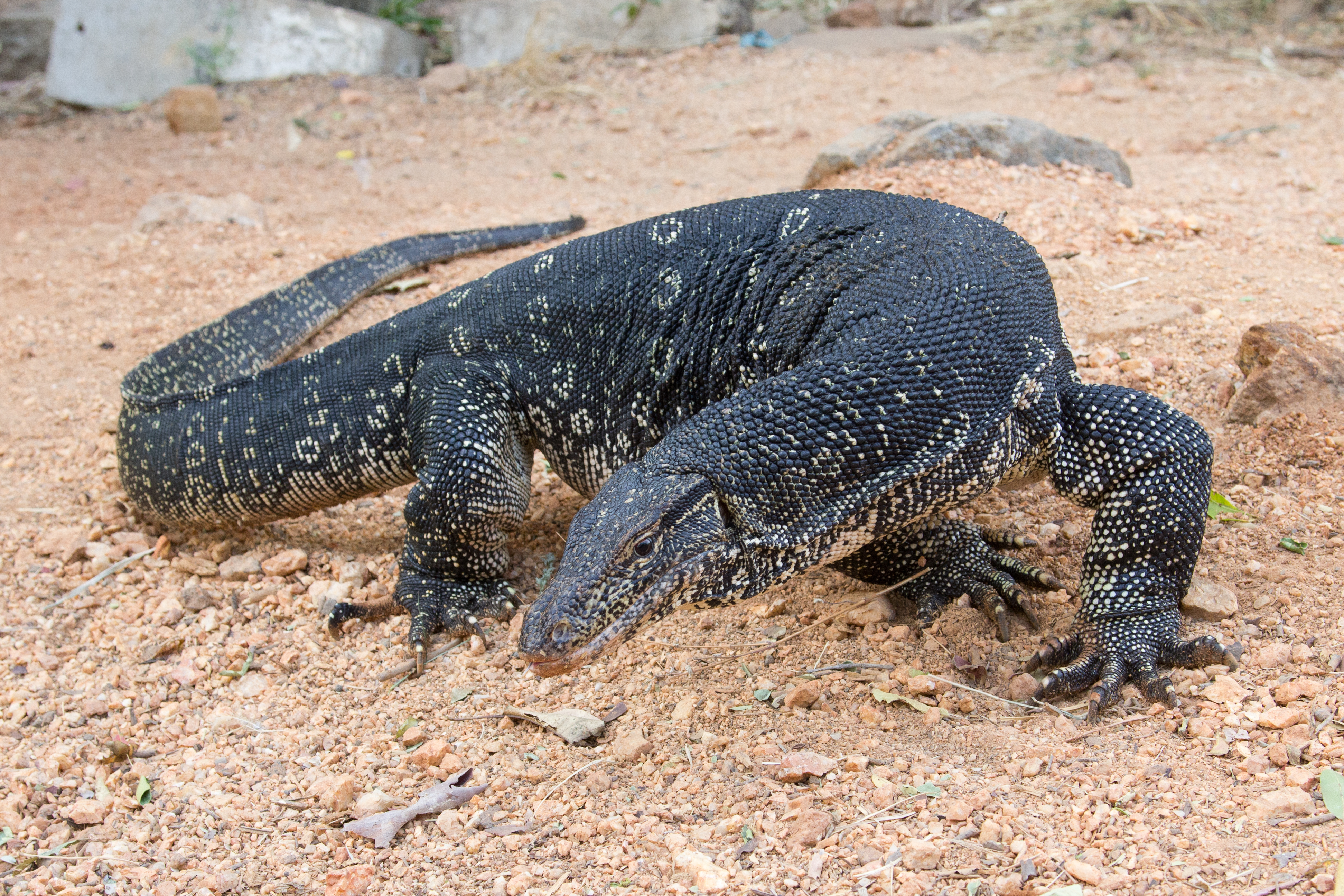
Varan malais (Varanus salvator)
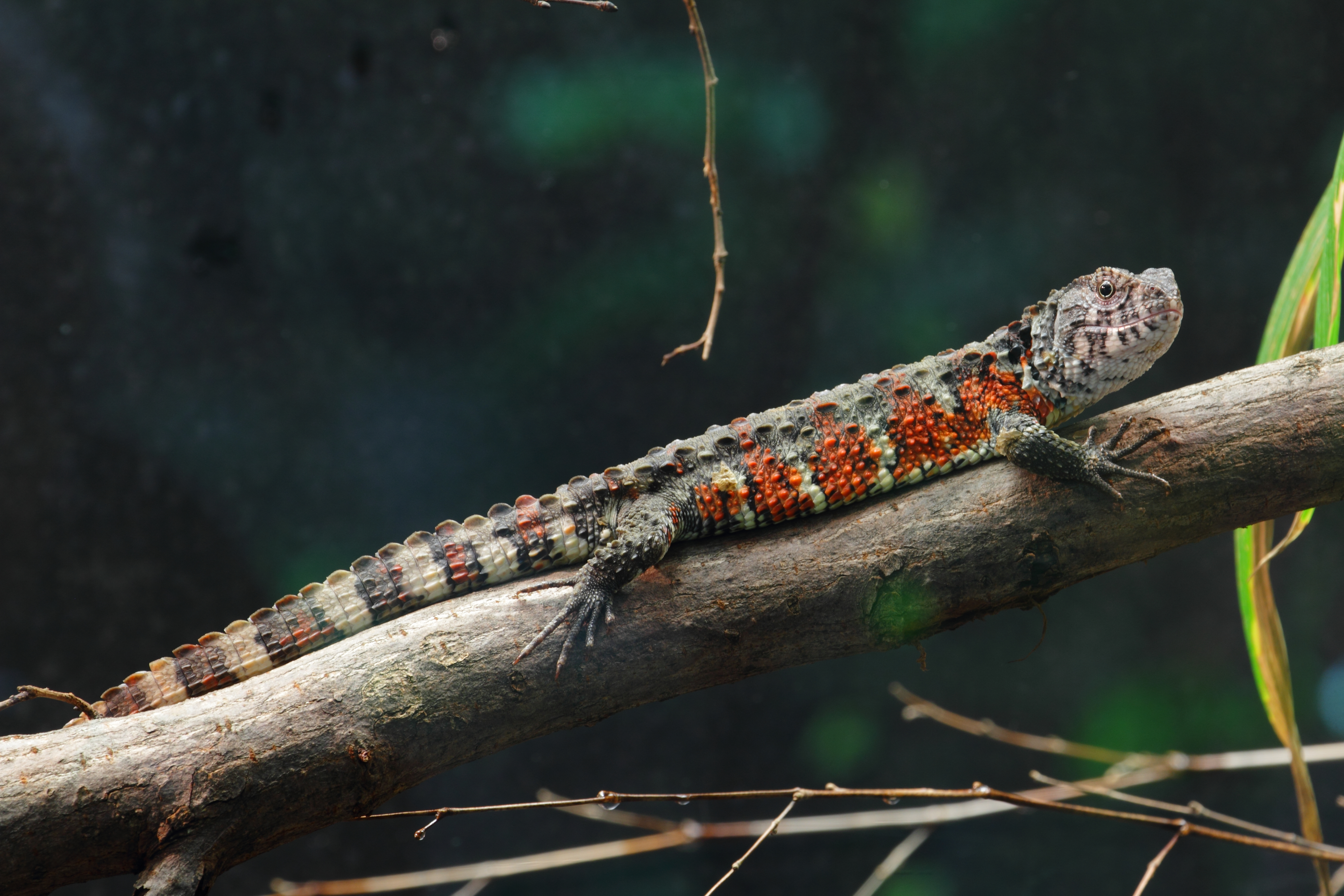
Lézard crocodile de Chine (Shinisaurus crocodilurus)
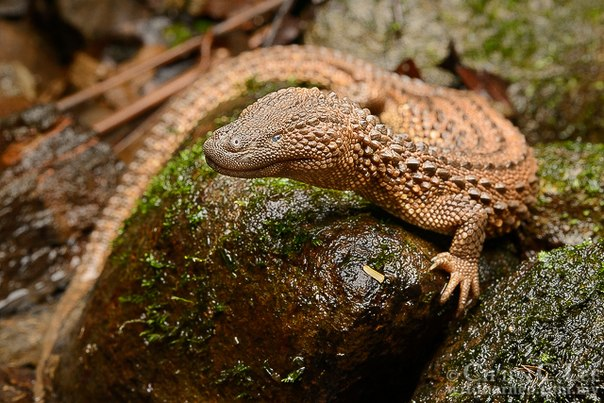
Lanthanotus borneensis

## Néotropique
La région néotropicale possède notamment le seul lézard marin actuel avec l'Iguane marin des Galapagos. Concernant les espèces en eau douce, les basilics sont les lézards les plus notables. Bien qu'ils ne sont pas limités aux milieux aquatiques, ils sont dotés de pattes arrière (en) adaptées à un déplacement à la surface de l'eau, dans le but de fuir (en) un prédateur. Sept espèces d'anolis et le tropiduridé Uranoscodon superciliosus sont capables du même comportement. De nombreuses espèces de gymnophthalmidés des genres Neusticurus et Potamites ont aussi des mœurs semi-aquatiques. Des lézards de plus grande taille comme les téiidés Crocodilurus amazonicus et les deux espèces de Dracaena en ont également. D'autres espèces néotropicales comme l'Iguane vert et le Tégu commun fréquentent moins régulièrement les habitats d'eau douce.

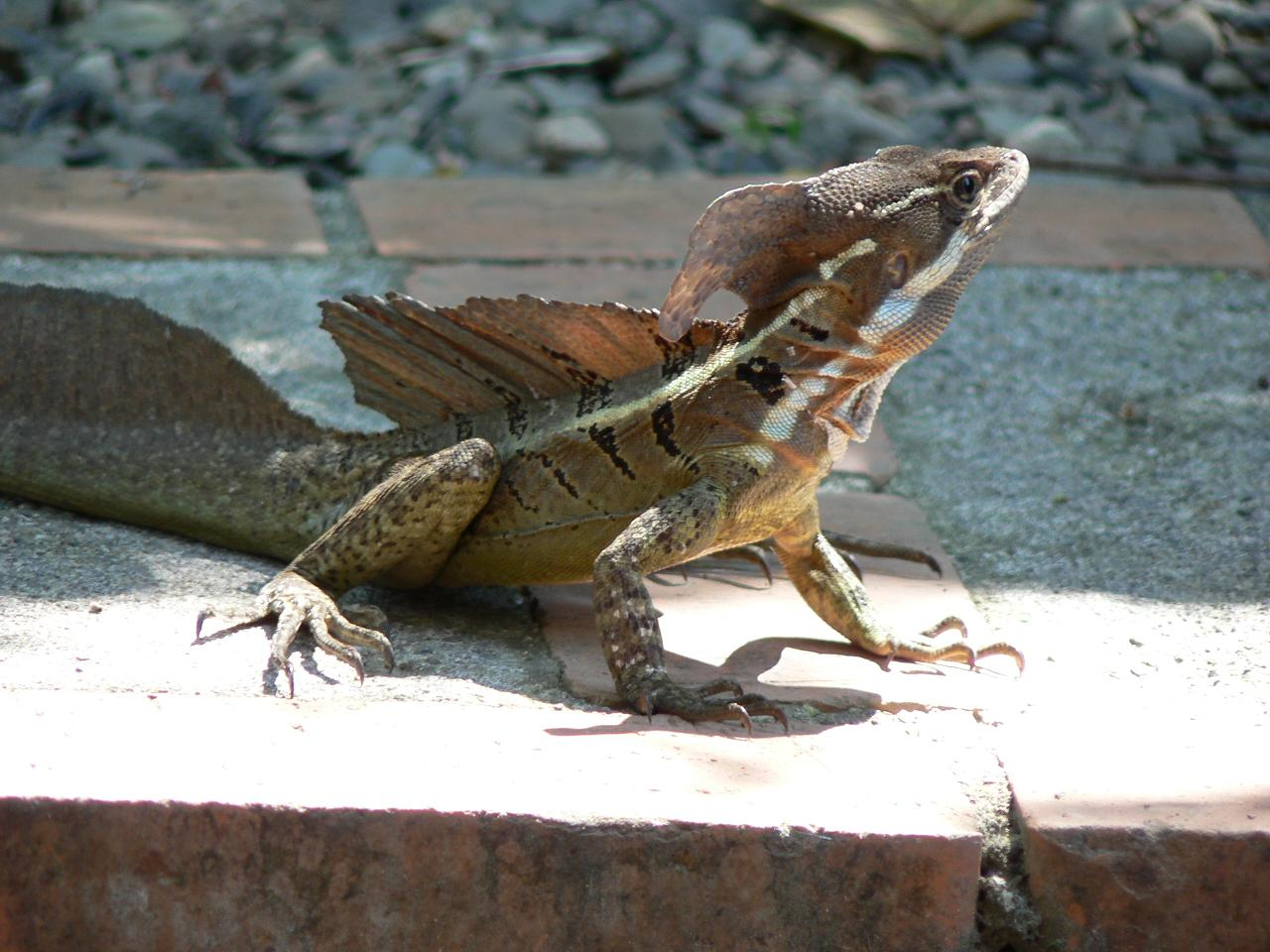
Basilic commun (Basiliscus basiliscus)
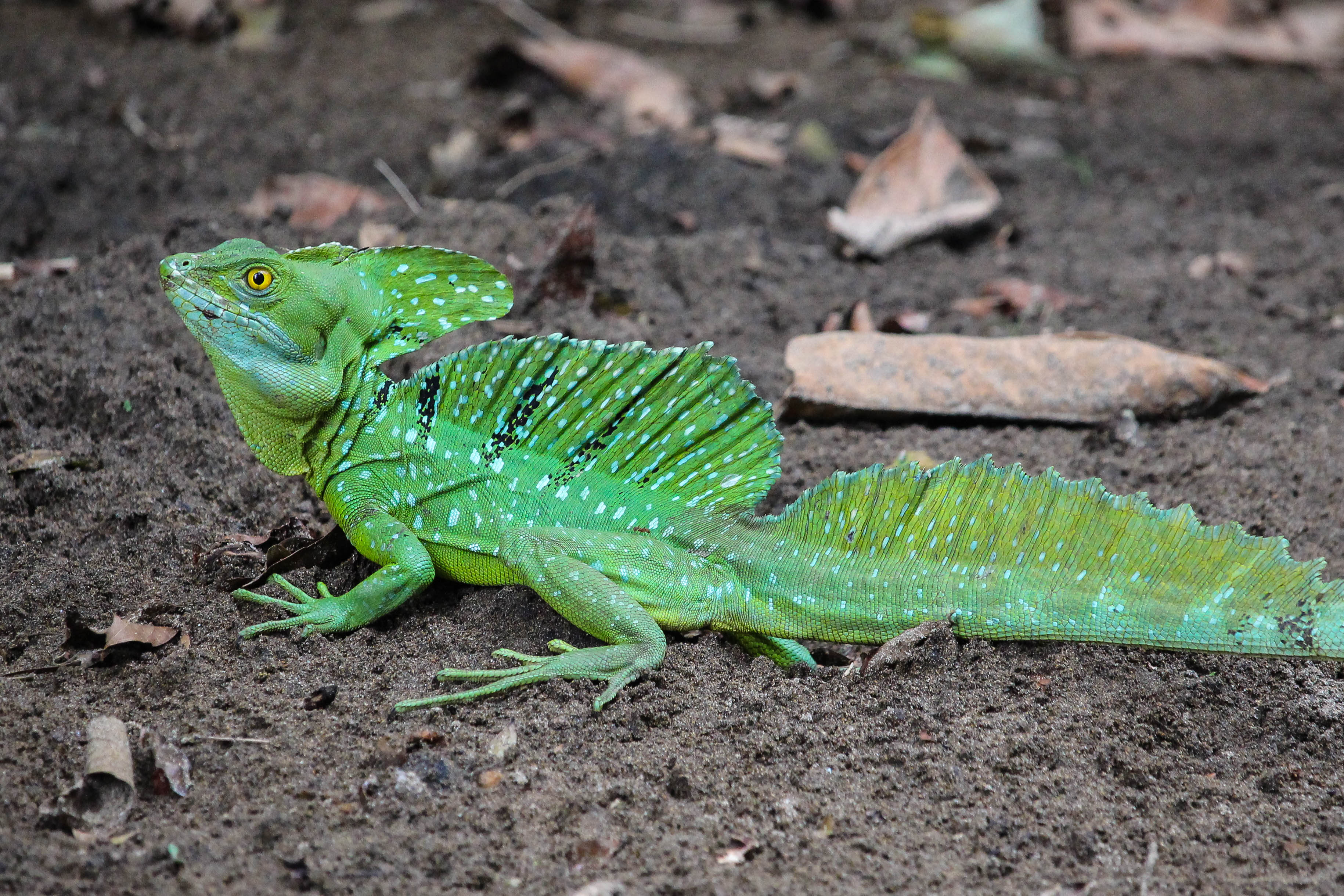
Basilic vert (Basiliscus plumifrons)
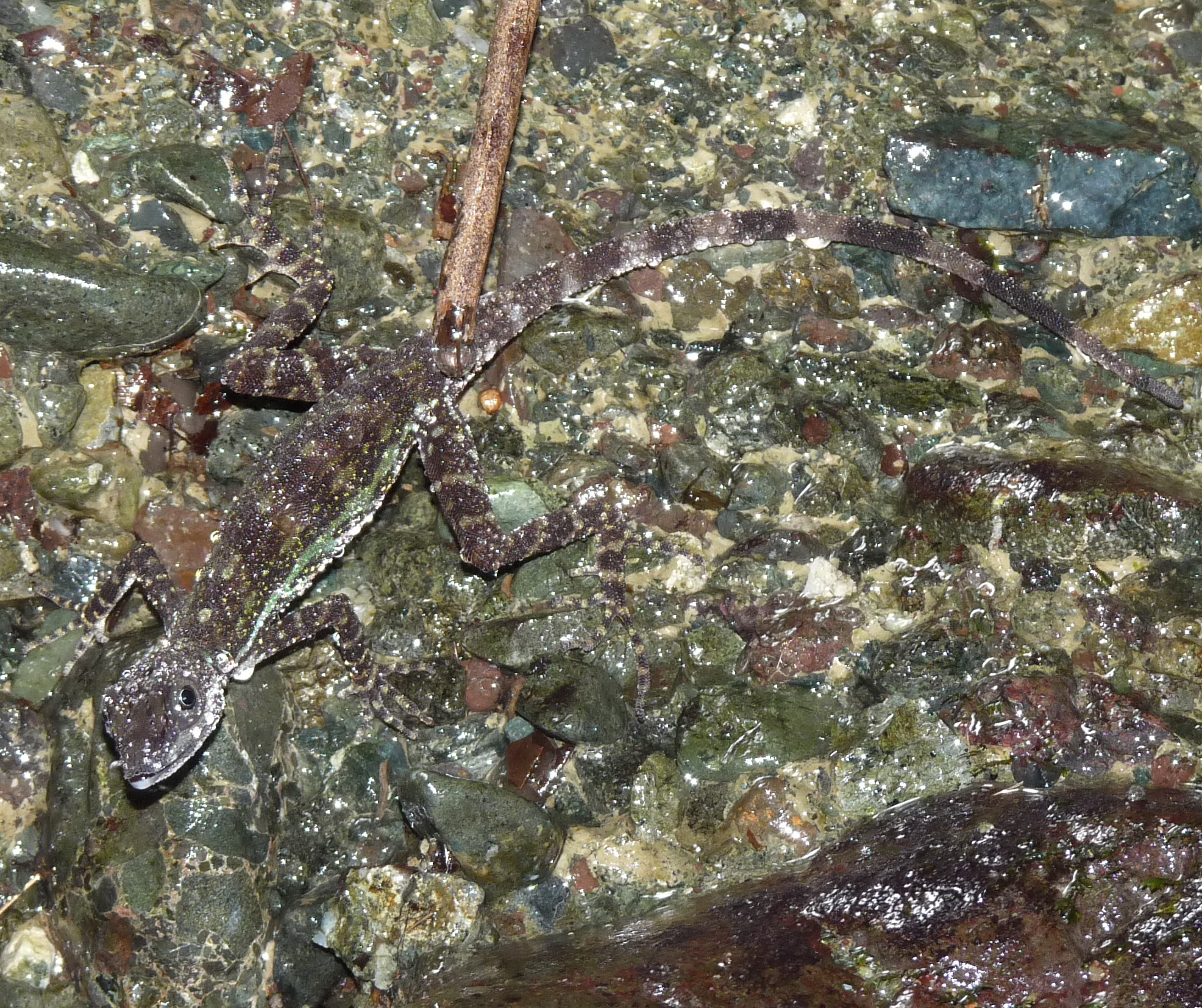
Anolis aquaticus
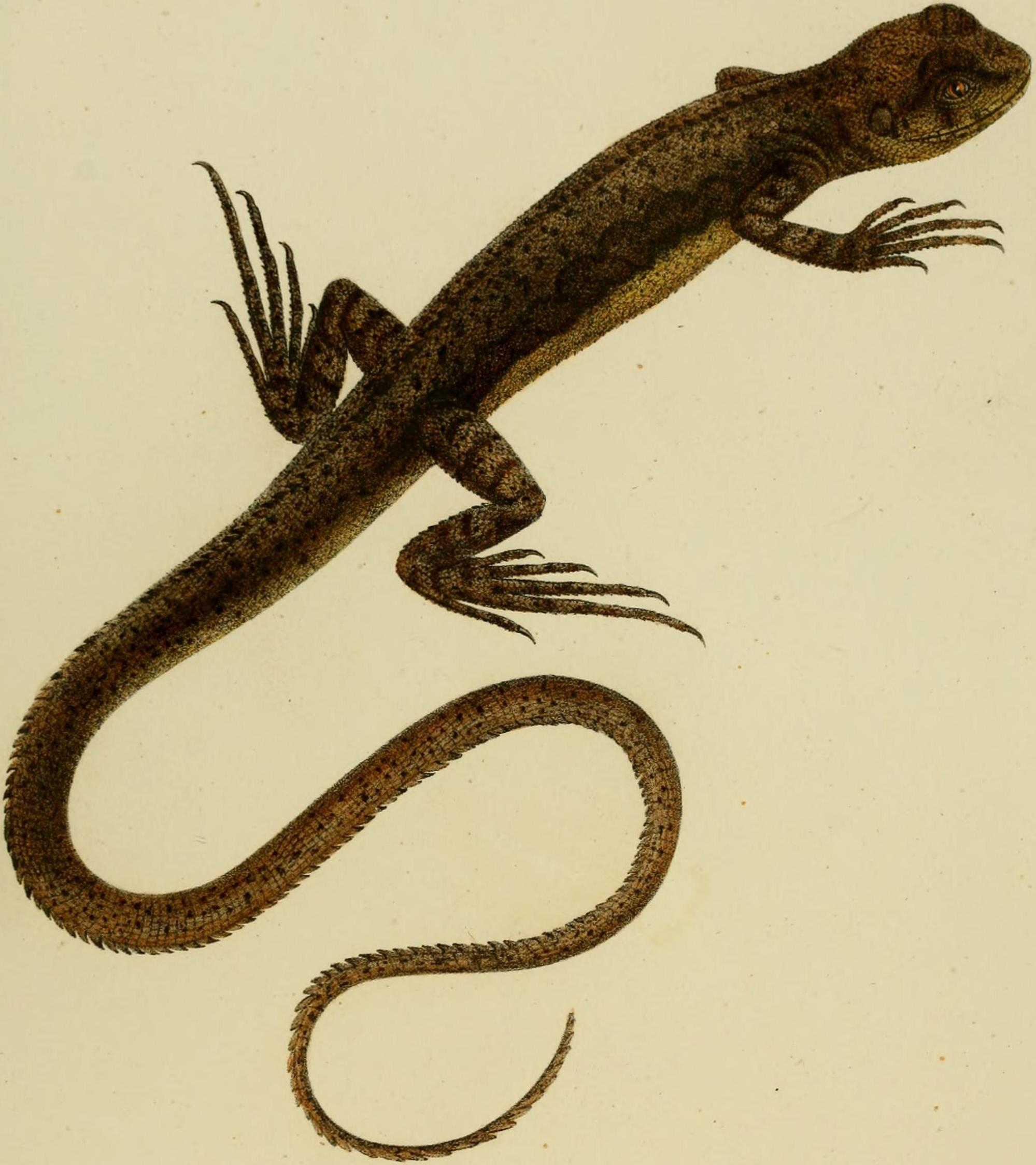
Uranoscodon superciliosus
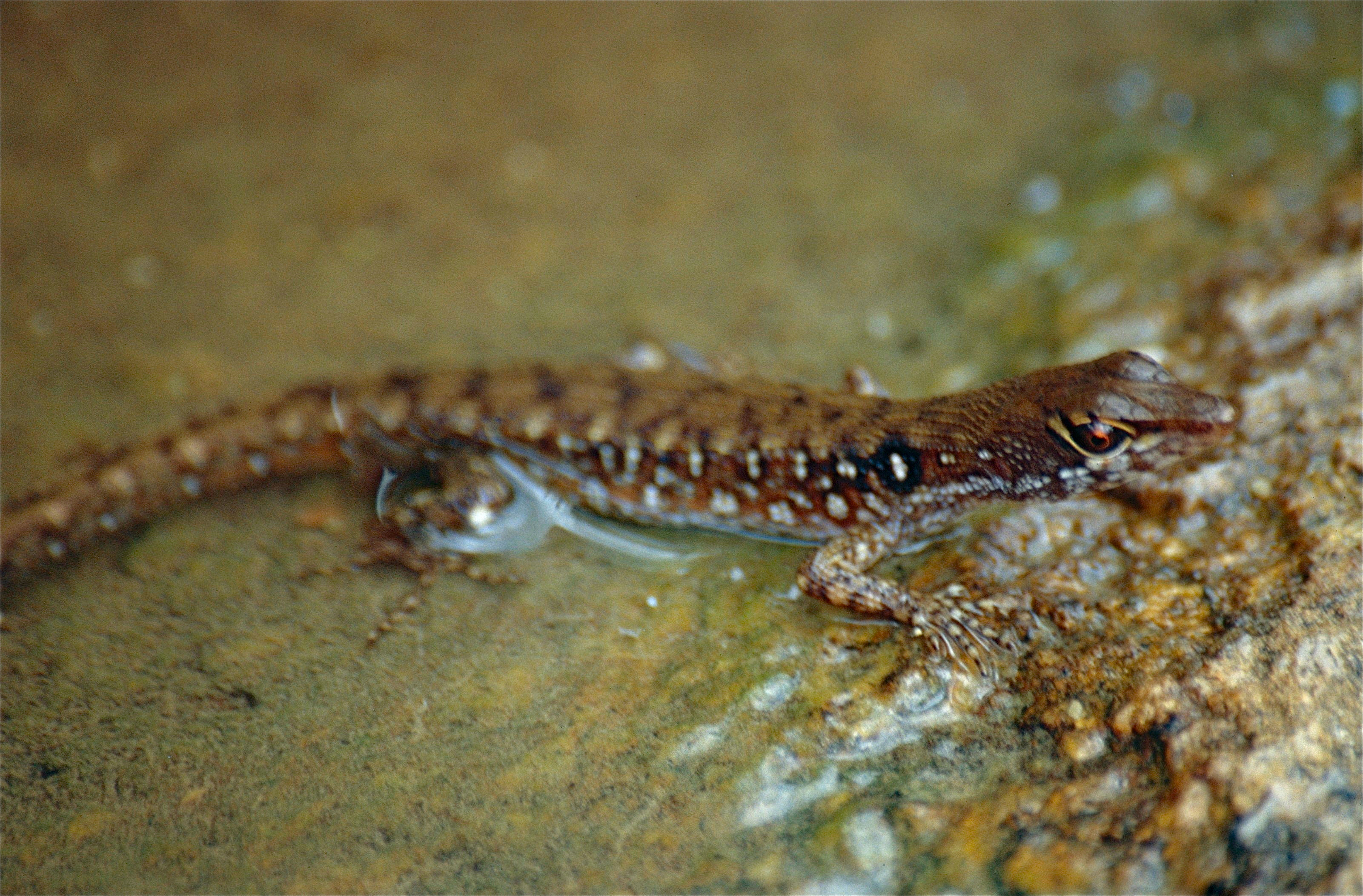
Lézard sillonné (Neusticurus bicarinatus)
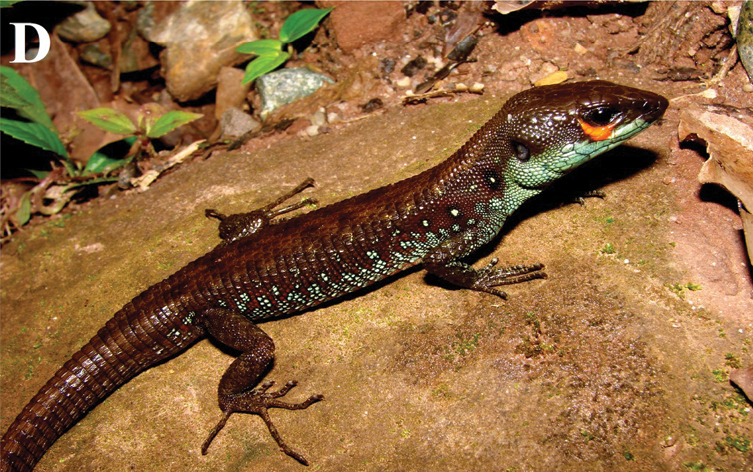
Potamites strangulatus

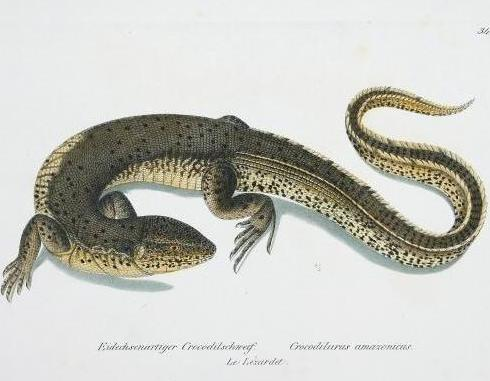
Crocodilurus amazonicus
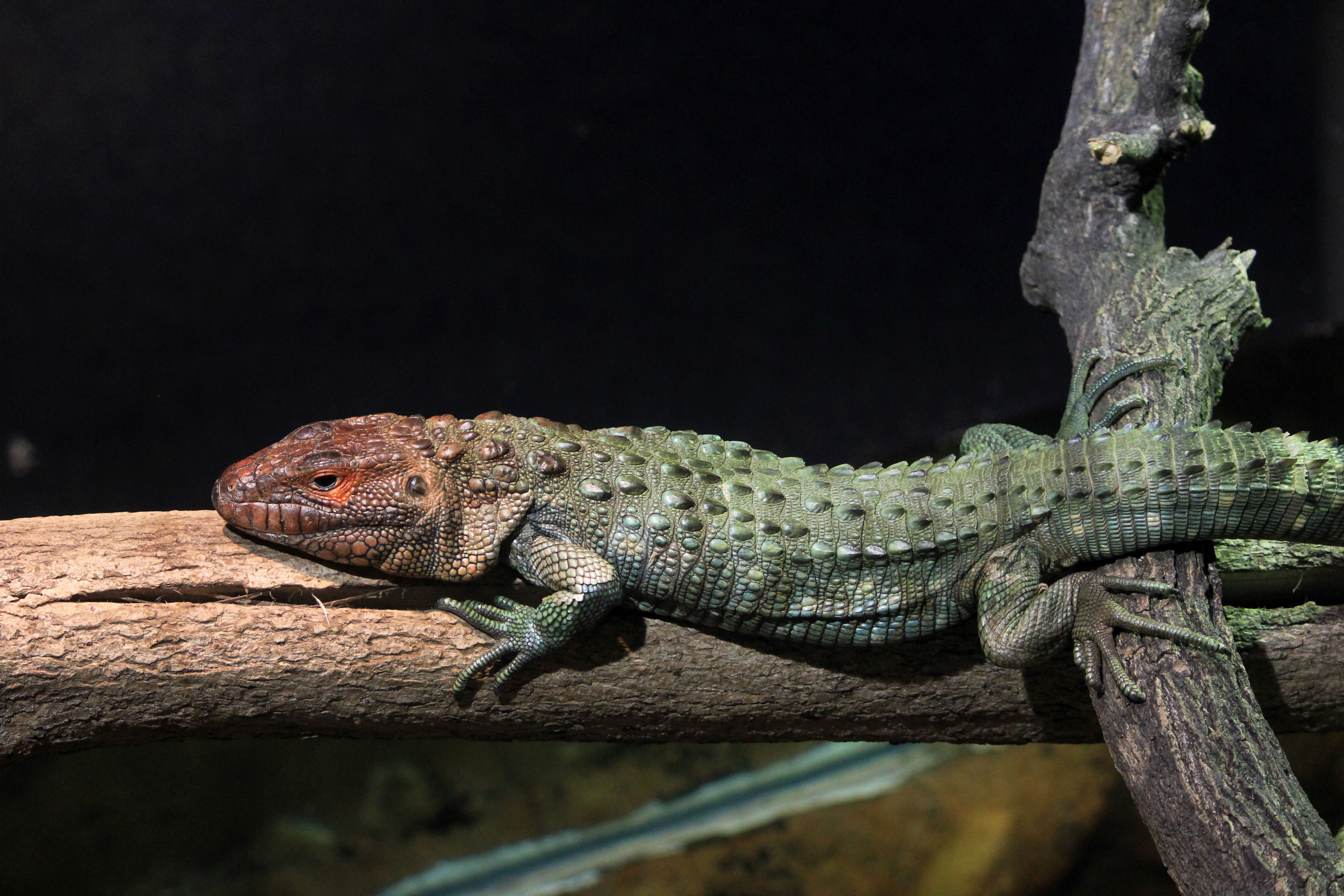
Dracaena guianensis
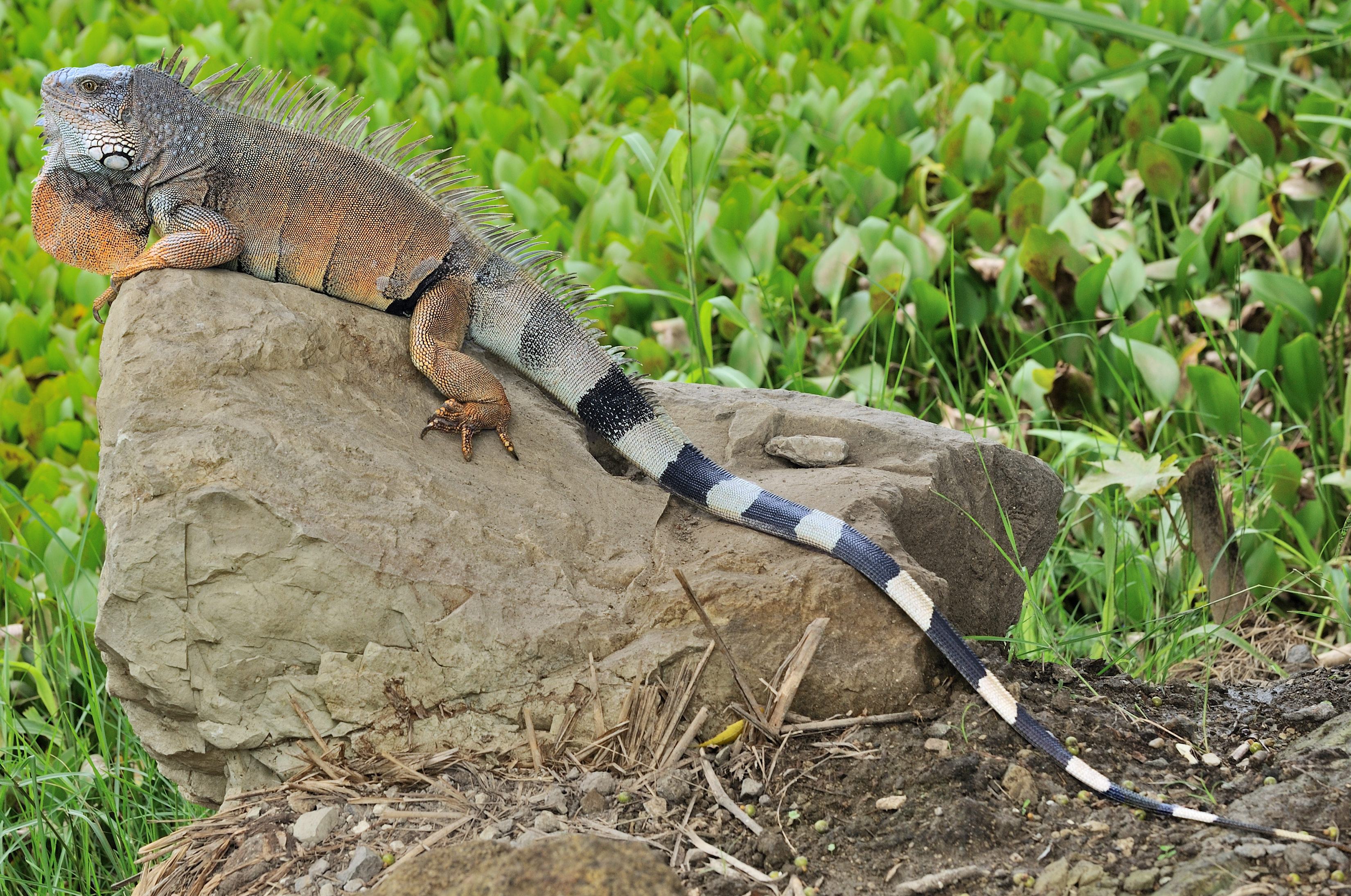
Iguane vert (Iguana iguana)
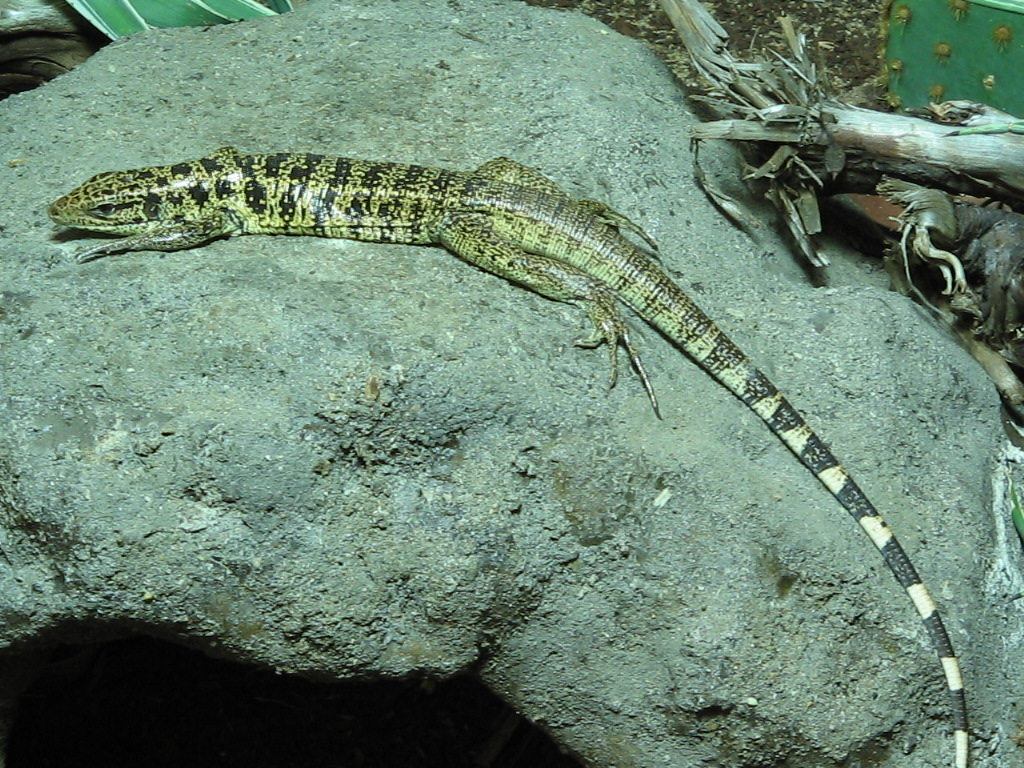
Tégu commun (Tupinambis teguixin)

## Océanien
Deux espèces sont recensées dans les îles du Pacifique : le varan Varanus juxtindicus des Îles Salomon et le scinque néo-calédonien Lioscincus steindachneri.

## Lézards fossiles
De nombreux squamates fossiles vivaient en milieu aquatique et leur diversité était plus importante que celle des espèces actuelles. Tous appartenaient au clade des pythonomorphes (en), dont les plus primitifs sont Kaganaias, les dolichosauridés et les aigialosauridés. Les représentants les plus connus sont les mosasaures, qui en plus d'être des proches parents des varans actuels étaient totalement aquatiques et marins.

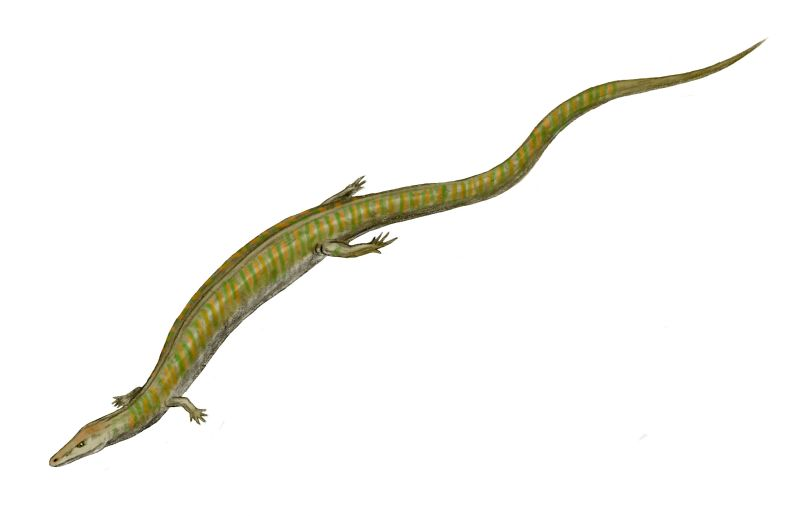
Kaganaias hakusanensis
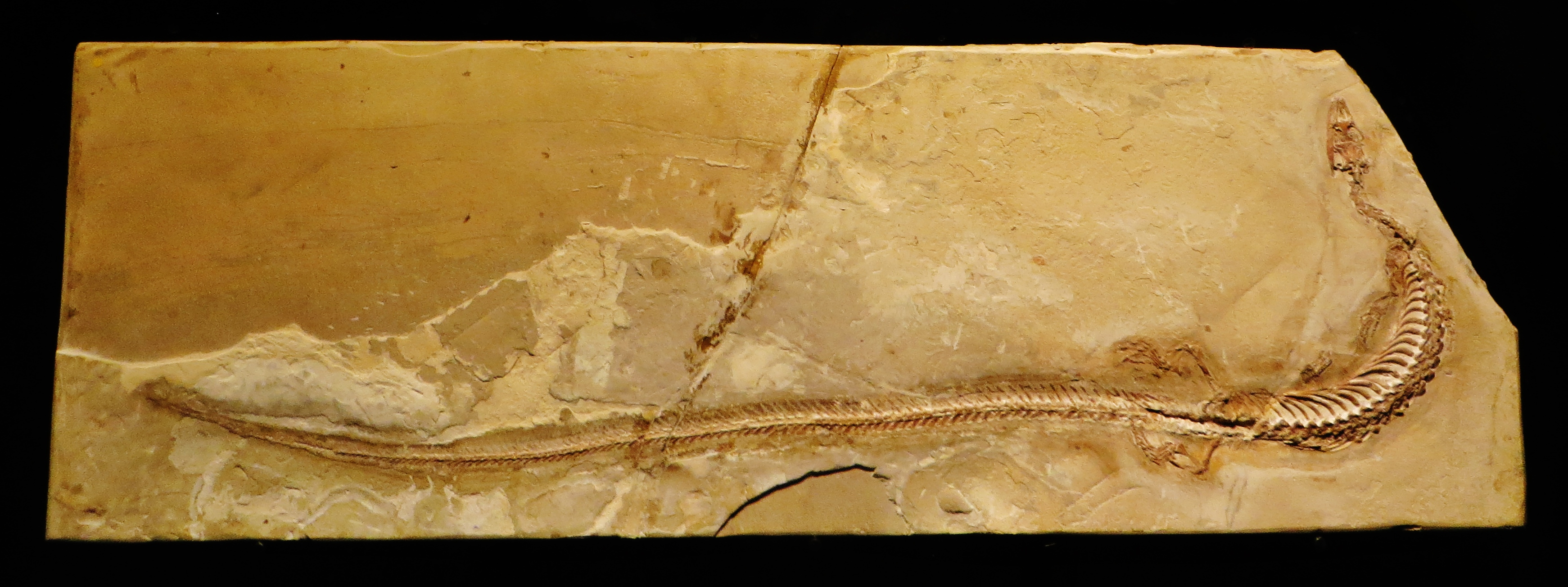
Pontosaurus kornhuberi
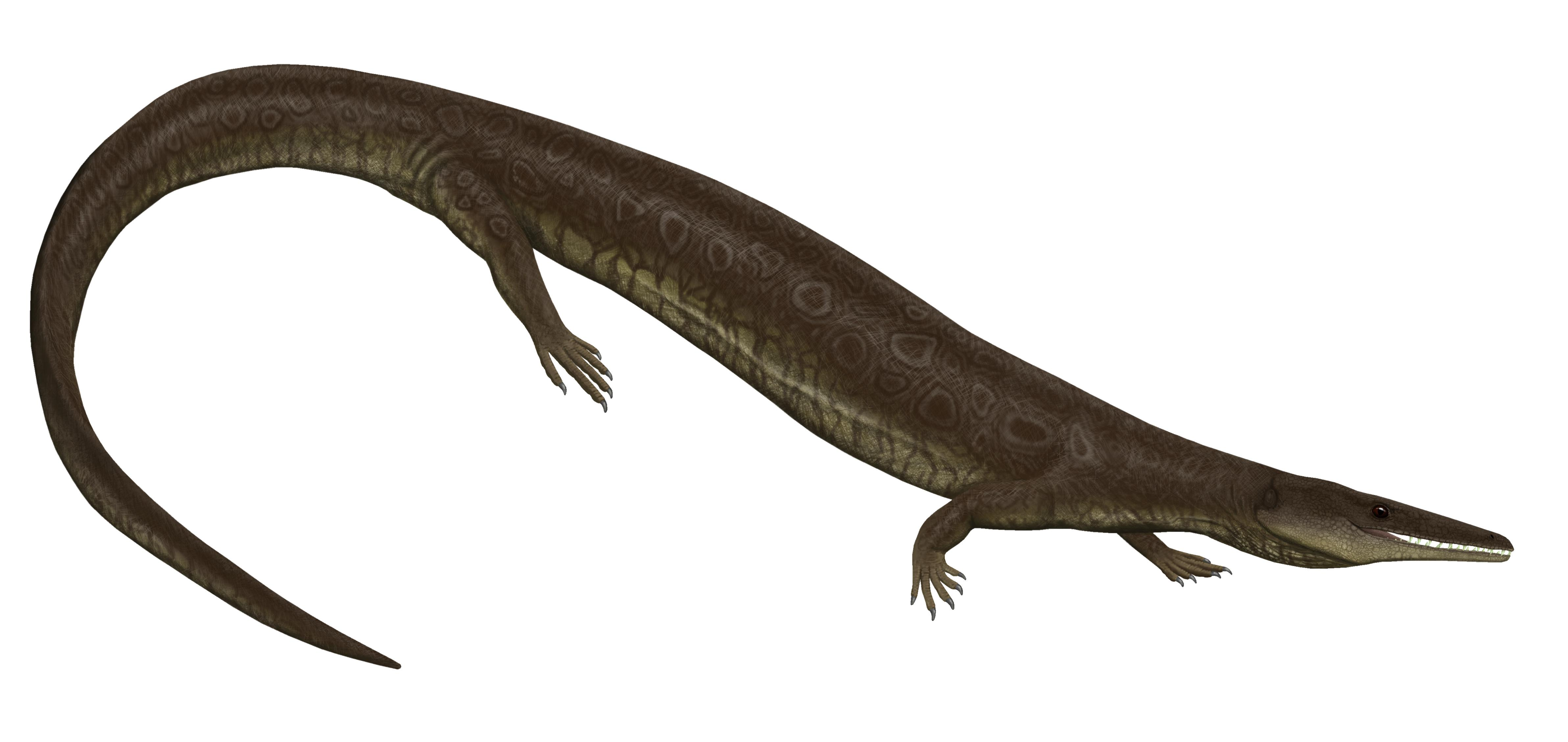
Aigialosaurus dalmaticus
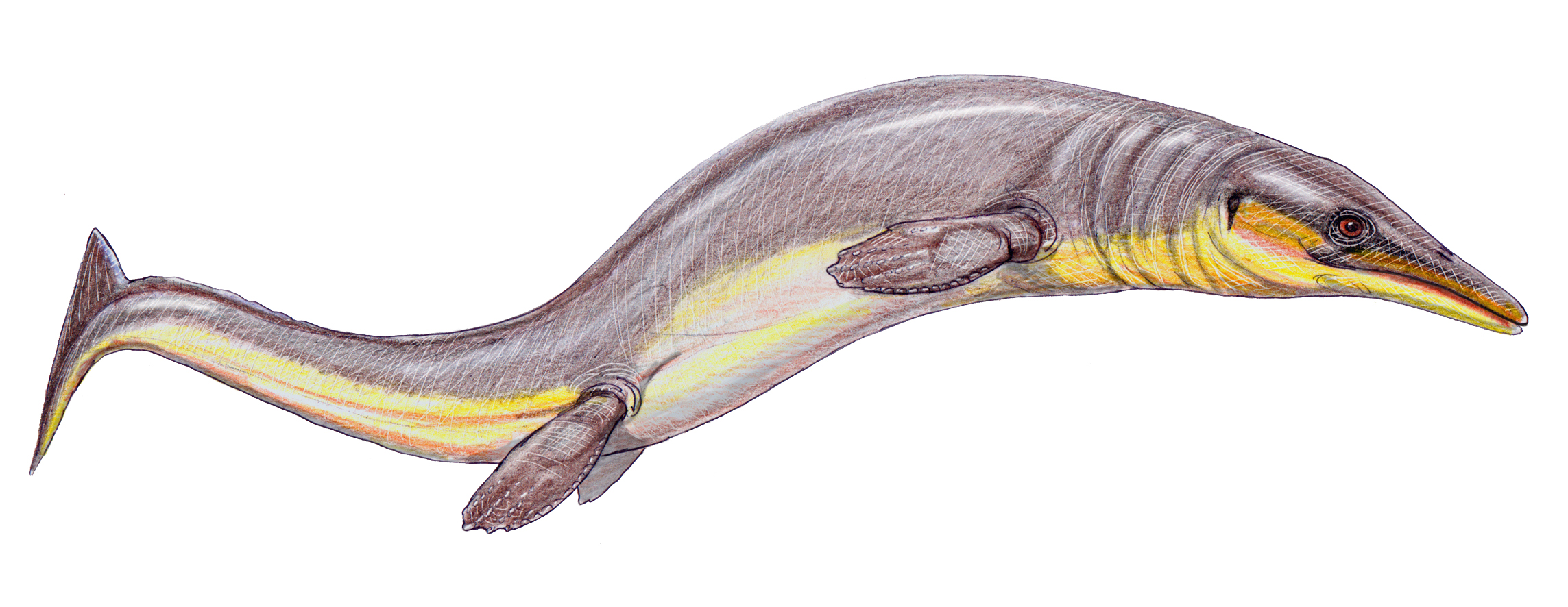
Halisaurus arambourgi
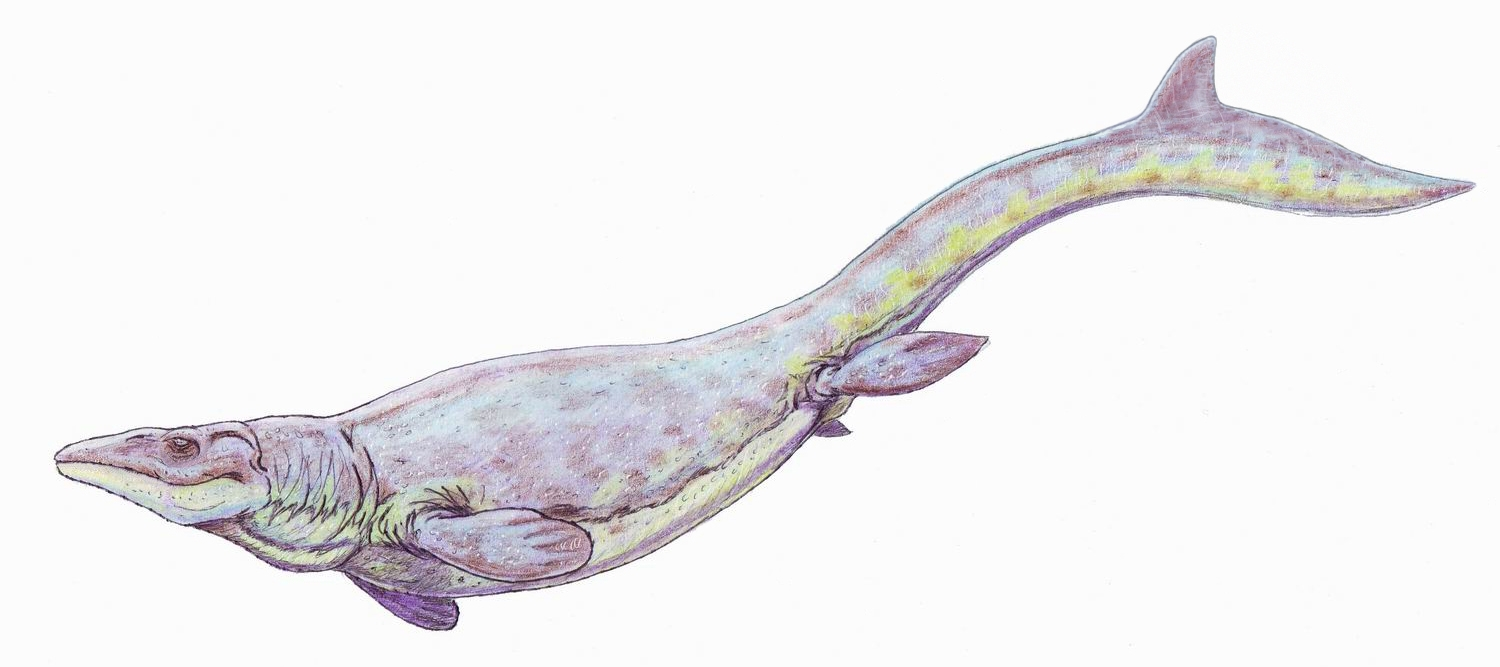
Globidens alabamaensis
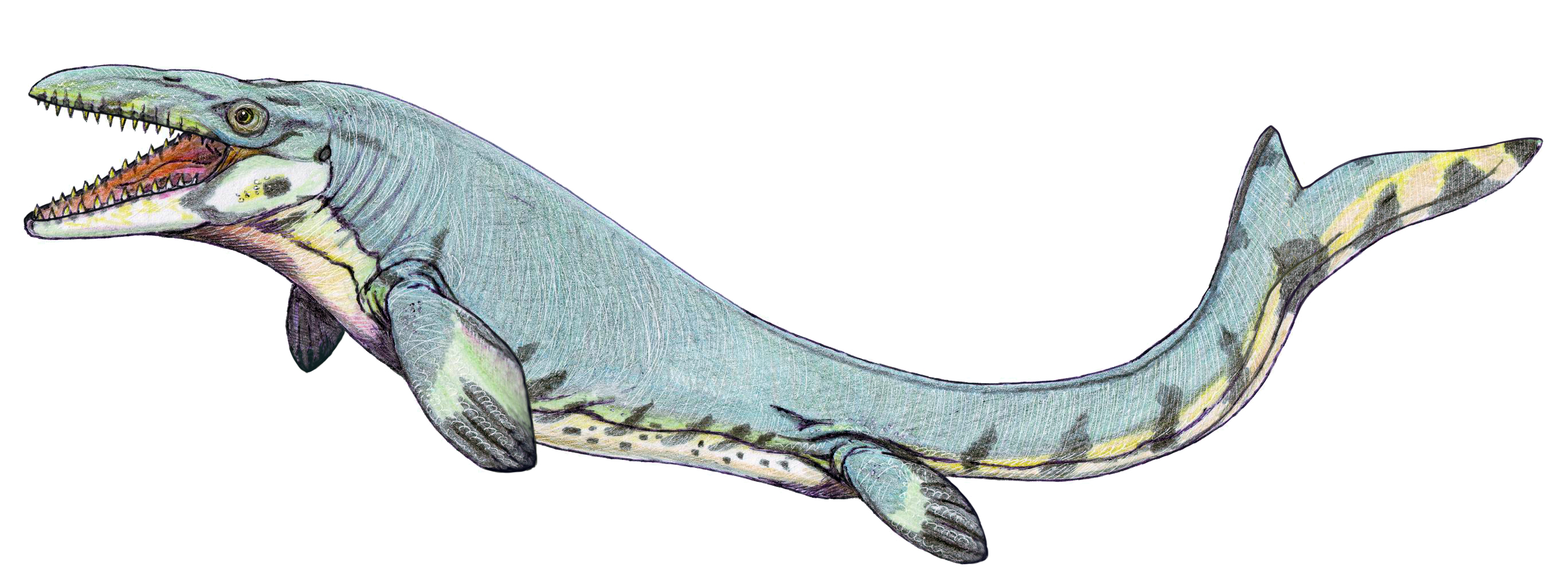
Mosasaurus beaugei
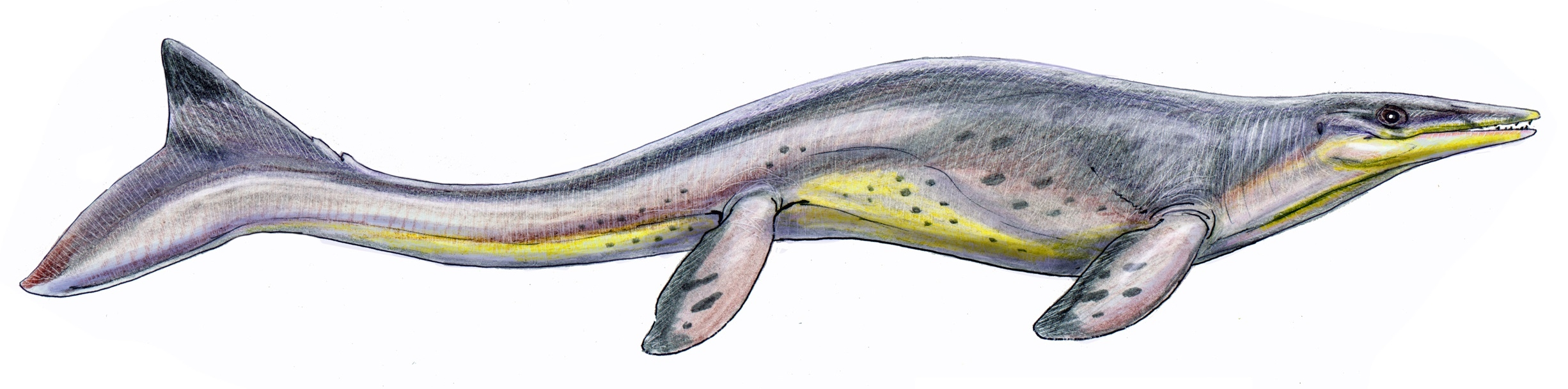
Tylosaurus proriger